# Sunny Came Home
Sunny Came Home è un singolo della cantante statunitense Shawn Colvin, pubblicato nel 1997 ed estratto dall'album A Few Small Repairs.

## Premi
Il brano ha avuto notevole successo e ha vinto il Grammy Award alla registrazione dell'anno ed il Grammy Award alla canzone dell'anno nel 1998. Inoltre nella stessa edizione dei Grammy ha ricevuto la candidatura al Grammy Award alla miglior interpretazione vocale femminile pop.

## Tracce
- CD

1. Sunny Came Home (Colvin, John Leventhal) – 4:24
2. What I Get Paid For (Colvin, Neil Finn) – 3:23